# Cosmospora aurantiicola
Cosmospora aurantiicola är en svampart som först beskrevs av Berk. & Broome, och fick sitt nu gällande namn av Rossman & Samuels 1999. Cosmospora aurantiicola ingår i släktet Cosmospora och familjen Nectriaceae.   Inga underarter finns listade i Catalogue of Life.